# Giao thoa kế Fabry-Pérot

Sơ đồ một giao thoa kế Fabry-Pérot

Trong quang học, Giao thoa kế Fabry-Pérot (Fabry–Pérot interferometer — FPI) hoặc etalon là một khoang quang học bao gồm hai gương bán phản xạ có độ phản xạ cao (bình thường là khoảng 95% tùy vào ứng dụng cụ thể) đặt song song và hướng mặt phản xạ vào nhau. Chỉ khi các sóng quang học (cụ thể hơn là ánh sáng) đạt tần số cùng với không gian quang học, chúng mới có thể truyền qua khoang quang học được.Ánh sáng khi đi vào khoang quang học sẽ phản xạ đi phản xạ lại nhiều lần, tạo nên sự cộng hưởng và giao thoa đa sóng giữa các sóng phản xạ. FPI được đặt tên theo hai nhà khoa học Charles Fabry và Alfred Pérot đã phát triển công cụ này vào năm 1899. Etalon là một từ tiếng Pháp, étalon, có ý nghĩa là "công cụ đo lường" hoặc "tiêu chuẩn".
Các etalons được sử dụng rộng rãi trong các ứng dụng viễn thông, laser, và quang phổ phân tích để kiểm soát và đo đạc bước sóng của ánh sáng. Những tiến bộ gần đây trong kỹ thuật sản xuất và chế tạo cho phép tạo ra các giao thoa kế Fabry-Pérot có khả năng điều chỉnh với độ chính xác cao. Thiết bị này về mặt kỹ thuật được gọi là một giao thoa kế khi khoảng cách giữa hai bề mặt phản xạ (hoặc độ dài của khoang cộng hưởng) có thể thay đổi, và được gọi là một etalon khi khoảng cách này cố định. Tuy nhiên, trong thực tế thì hai thuật ngữ này thường được sử dụng thay thế cho nhau.

## MÔ TẢ CƠ BẢN CỦA MỘT GIAO THOA KẾ FABRY-PÉROT

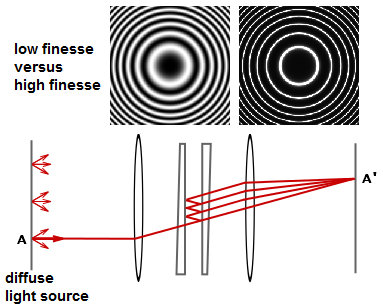
Giản đồ minh họa một hệ thống cơ bản của giao thoa kế Fabry-Pérot. Khoang quan học được tạo nên bằng việc sử dụng một cặp mặt phẳng phản xạ song song (có mặt sau được chế tạo với một góc nghiêng). Thấu kính chuẩn trực được đặt phía trước và thấu kính hội tụ được đặt phía sau khoang quang học. Hình ảnh với độ phân giải cao (high finesse) và độ phân giải thấp (low finesse) được đặt cùng nhau để so sánh sự khác biệt giữa độ phản xạ 4% và 95% của hai mặt phẳng song song.

Bộ phận chính của giao thoa kế Fabry–Pérot là một cặp kính phẳng phản xạ một phần, được cách nhau từ vài micromet tới vài centimet, với các bề mặt phản xạ hướng về nhau. (Hoặc, một etalon Fabry–Pérot sử dụng một tấm mỏng với hai bề mặt phản xạ song song.) Các mặt phẳng phản xạ trong một thiết bị thường được chế tạo theo hình dạng cạnh nghiêng (với góc nghiêng nhỏ hơn 1 độ) để ngăn các mặt sau tạo ra các vân nhiễu xạ giao thoa; các mặt sau thường cũng có một lớp phủ chống phản xạ để hạn chế hiện tượng này.
Trong một hệ thống điển hình, ánh sáng chiếu được cung cấp bởi một nguồn khuếch tán được đặt tại mặt tiêu điểm của một thấu kính chuẩn trực. Một thấu kính hội tụ đặt sau cặp mặt phẳng sẽ tập trung tất cả ánh sáng phát ra từ một điểm trên nguồn thành một điểm duy nhất trên mặt ảnh của hệ thống.
Trong hình minh họa đi kèm, chỉ có đường truyển của một tia phát ra từ điểm A trên nguồn được mô tả. Khi một sóng ánh sáng đi vào khoang quang học của giao thoa kế Fabry-Pérot, nó được truyền qua một phần và phản xạ một phần tại mỗi bề mặt gương. Các sóng truyền qua và phản xạ sau đó lan truyền đi lại giữa các gương, giao thoa với nhau. Hiện tượng giao thoa xuất hiện từ sự ghép chồng của các sóng này, dẫn đến hiện tượng giao thoa tăng cường và triệt tiêu tại các bước sóng khác nhau. Sóng ánh sáng sau đó được tập trung bởi thấu kính hội tụ và đến điểm A' trên màn hình.
Mẫu giao thoa hoàn chỉnh có dạng một tập hợp các vòng tròn tâm đối xứng nếu xét một nguồn sáng có diện tích phát sáng lớn bao gồm điểm A. Những vòng tròn này tương ứng với các bước sóng cụ thể của ánh sáng thỏa mãn các điều kiện giao thoa tăng cường hoặc triệt tiêu trong máy quan sát. Vị trí và khoảng cách giữa các vết phụ thuộc vào các yếu tố như độ phản xạ của gương, khoảng cách giữa các gương và bước sóng của ánh sáng chiếu vào. Độ sắc nét của các vòng tròn phụ thuộc vào khả năng phản xạ của các mặt phẳng. Nếu khả năng phản xạ cao, ánh sáng một màu sẽ tạo ra một tập hợp các vòng tròn sáng hẹp trên nền tối. Một giao thoa kế Fabry–Pérot cho sự phân chia rõ rệt giữa vùng sáng và tối được xem là có độ phân giải cao, và được đánh giá qua hệ số chất lượng Q (Quality factor — Q).

## CÁC ỨNG DỤNG PHỔ BIẾN

### Vô Tuyến Viễn Thông
Các mạng viễn thông sử dụng kỹ thuật phân chia sóng ghép đa kênh có đa mức cung cấp bổ sung với hệ thống các bộ etalon có kích thước thu nhỏ và được sản xuất chính xác bằng phương pháp đúc silica hay kim cương. Những chiếc etalon này có kích thước nhỏ khoảng 2 mm mỗi cạnh, có màu sắc lấp lánh, được gắn trên các khung nhỏ chính xác cao. Các vật liệu được chọn để duy trì khoảng cách giữa các gương ổn định và giữ tần số ổn định ngay cả khi nhiệt độ thay đổi. Kim cương là vật liệu được ưu tiên sử dụng vì nó có khả năng dẫn nhiệt tốt hơn và vẫn có hệ số giãn nở thấp. Vào năm 2005, một số công ty thiết bị viễn thông bắt đầu sử dụng etalon dạng rắn ở hình dạng các sợi cáp quang học. Điều này loại bỏ hầu hết các khó khăn liên quan đến việc gắn kết giữa các chi tiết, căn chỉnh, và làm mát.

### Quang phổ phân tích
Máy quang phổ để phân tích phổ ánh sáng, có thể cho độ phân giải rất cao.
- Thực hiện một bộ lọc tần số ánh sáng có tính chọn lọc cao.
- Làm bộ cộng hưởng để phát tia laser.